# Der Zwang zum Bösen
Der Zwang zum Bösen (Originaltitel: Compulsion) ist ein US-amerikanischer Krimifilm aus dem Jahr 1959. Der Film basiert auf dem Roman Compulsion von Meyer Levin, der wiederum auf dem Kriminalfall Leopold und Loeb basiert.

## Handlung
Judd Steiner und Arthur Strauss sind zwei hochintelligente Jugendliche aus bürgerlichem Hause, die meinen, den perfekten Mord begehen zu können. Sie ermorden einen Jungen, der auf dem Heimweg von der Schule ist. Zunächst tappt die Polizei auch tatsächlich im Dunkeln. Am Tatort findet sie jedoch die Brille von Judd Steiner und kommt darüber den beiden auf die Spur. Sie werden schließlich festgenommen und vor Gericht gestellt. Die Schuld ist eindeutig und es droht ihnen die Todesstrafe. Ihr Fall wird von dem berühmten Anwalt Jonathan Wilk übernommen. Wilk wendet sich in seinem Plädoyer gegen seine Mandanten, aber ebenso eindrucksvoll gegen die Todesstrafe an sich. Judd Steiner und Arthur Strauss werden schließlich zu lebenslanger Haftstrafe verurteilt und entkommen so einer Hinrichtung.

## Kritiken
„Dramaturgisch und formal überzeugend gestaltete Mischung aus Krimi und Gerichtsdrama, in der Orson Welles in einer Glanzrolle Strafrecht und Todesstrafe kritisch unter die Lupe nimmt. Als Verteidiger plädiert er eindrucksvoll nicht für die Angeklagten, sondern gegen ihre Hinrichtung.“

## Auszeichnungen
Der Film nahm am Wettbewerb der Internationalen Filmfestspiele von Cannes 1959 teil. Die Hauptdarsteller Bradford Dillman, Dean Stockwell und Orson Welles wurden gemeinsam mit dem Darstellerpreis ausgezeichnet.